# アンドレア・ベイカー
アンドレア・ベイカー（Laura Bailey, 1970年7月7日 - ）は、アメリカ合衆国の女優、声優。

## 経歴
ジョージタウン大学を卒業後、コマーシャル演技コースを受講し、そこで将来のエージェントとなるスティーブ・サイモンを紹介された。指導のもと、クラスで学んだ、1993年にコマーシャルやテレビの声優として活動を始めた。
最初のスクリーン出演は1997年のゼネラル・ホスピタルの小さな役だった。DWブラウンのスタジオを卒業後、オーディションを受けた。バーバラ・ハリスは、ナンシー・マイヤーズに紹介し、女優として雇った。2001年以来、声優としてのみ活動している。

## 出演作品

### テレビアニメ
- トータリー・スパイズ!（クローバー）